# Лопатино (Тамбовская область)
Лопатино — село в Инжавинском районе Тамбовской области России. Входит в Инжавинский поссовет. До 2010 года являлось административным центром Лопатинского сельсовета.

## География
Село находится в юго-восточной части Тамбовской области, в лесостепной зоне, на расстоянии примерно 5 километров (по прямой) к северо-западу от Инжавина, административного центра района. Абсолютная высота — 182 метра над уровнем моря.

### Климат
Климат умеренно континентальный, относительно сухой, с холодной продолжительной зимой и тёплым летом. Среднегодовая температура воздуха — 4,5 °C. Средняя температура воздуха самого холодного месяца (января) — −11 °C (абсолютный минимум — −33 °C); самого тёплого месяца (июля) — 19,7 °C (абсолютный максимум — 40 °С). Безморозный период длится 162 дня. Среднегодовое количество атмосферных осадков составляет около 450—570 мм, из которых большая часть выпадает в период с мая по сентябрь. Продолжительность залегания снежного покрова составляет в среднем 134 дня.

### Часовой пояс
Село Лопатино, как и вся Тамбовская область, находится в часовой зоне МСК (московское время). Смещение применяемого времени относительно UTC составляет +3:00.

## Население
| 2002 | 2010 |
| ---- | ---- |
| 132  | ↘80  |

### Половой состав
По данным Всероссийской переписи населения 2010 года в гендерной структуре населения мужчины составляли 42,5 %, женщины — соответственно 57,5 %.

### Национальный состав
Согласно результатам переписи 2002 года, в национальной структуре населения русские составляли 100 % из 132 чел.